# Liste der Biografien/Dui
Liste der Biografien |
Portal Biografien |
Personensuche
# |
A |
B |
C |
D |
E |
F |
G |
H |
I |
J |
K |
L |
M |
N |
O |
P |
Q |
R |
S |
T |
U |
V |
W |
X |
Y |
Z |
?
 
Da |
Db |
Dc |
Dd |
De |
Dg |
Dh |
Di |
Dj |
Dk |
Dl |
Dm |
Dn |
Do |
Dq |
Dr |
Ds |
Du |
Dv |
Dw |
Dy |
Dz
 
Dua |
Dub |
Duc |
Dud |
Due |
Duf |
Dug |
Duh |
Dui |
Duj |
Duk |
Dul |
Dum |
Dun |
Duo |
Dup |
Duq |
Dur |
Dus |
Dut |
Duu |
Duv |
Duw |
Dux |
Duy |
Duz
Die Liste der Biografien führt alle Personen auf, die in der deutschsprachigen Wikipedia einen Artikel haben. Dieses ist eine Teilliste mit 68 Einträgen von Personen, deren Namen mit den Buchstaben „Dui“ beginnt.

## Dui

### Duia
- Duia, Pietro di Niccolò, italienischer Maler

### Duic
- Duić, Stephan (1877–1934), kroatischer Politiker und General

### Duig
- Duigan, John (* 1949), australischer Drehbuchautor, Filmregisseur
- Duigan, John Robertson (1882–1951), australischer Luftfahrtpionier, Elektroingenieur
- Duignan, Michael (* 1970), irischer Geistlicher, römisch-katholischer Bischof von Clonfert und Galway und Kilmacduagh
- Duignan, Robert E., US-amerikanischer Offizier, Generalmajor der US Air Force

### Duij
- Duijck, Guy (1927–2008), belgischer Komponist, Dozent, Oboist und Dirigent
- Duijker, Ben (1903–1990), niederländischer Radrennfahrer
- Duijker, Hubrecht (* 1942), niederländischer Journalist und Weinautor
- Duijkers, Antoine (* 1987), niederländischer Schlagzeuger und Perkussionist
- Duijl, Billy van (* 2005), niederländischer Fußballspieler
- Duijm, Bernhard (* 1960), deutscher Wirtschaftswissenschaftler und Hochschullehrer
- Duijm, Susana (1936–2016), venezolanische Miss World (1955)
- Duijn, Cornelis Johannes van (* 1950), niederländischer Mathematiker
- Duijn, Roel van (* 1943), niederländischer Politiker und Aktivist
- Duijndam, Rinka (* 1997), niederländische Handballspielerin
- Duijnhoven, Rein van (* 1967), niederländischer Fußballtorhüter
- Duijvenbode, Dirk van (* 1992), niederländischer DartspielerDirk van Duijvenbode (* 1992)

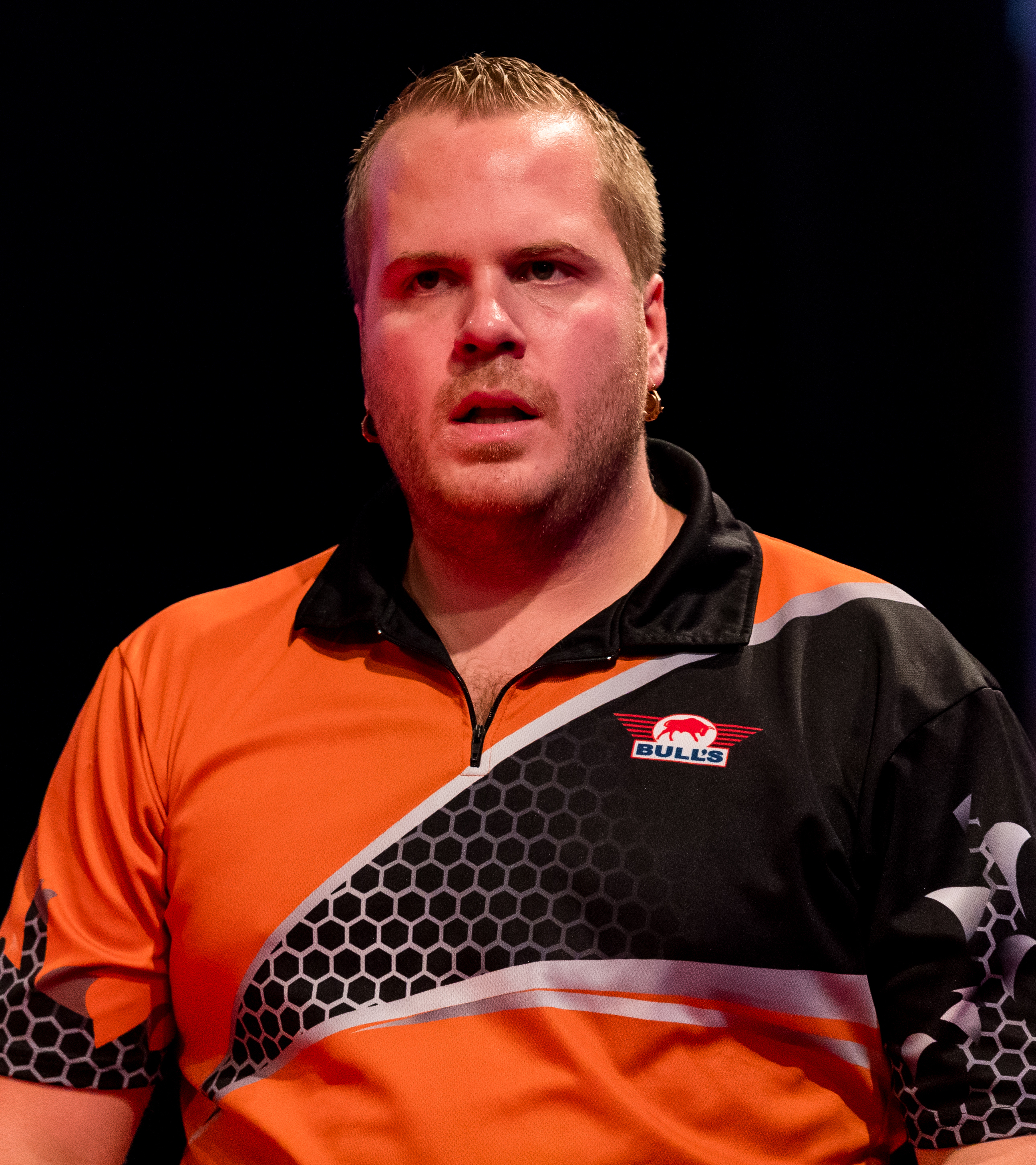
Dirk van Duijvenbode (* 1992)

- Duijvestijn, A. J. W. (1927–1998), niederländischer Informatiker und Mathematiker

### Duik
- Duiker, Johannes (1890–1935), niederländischer Architekt und Autor
- Duiker, K. Sello (1974–2005), südafrikanischer Schriftsteller
- Duiker, Simon (1874–1941), niederländischer Genremaler
- Duiker, William J. (* 1932), US-amerikanischer Vietnam-Historiker

### Duil
- Duile, Josef (1776–1863), Bauingenieur und Pionier der Wildbachverbauung
- Duilio (* 1973), Schweizer Sänger
- Duilius, Gaius, römischer Politiker und Konsul
- Duill, Karl, deutscher Radsportler

### Duim
- Duim, Antal van der (* 1987), niederländischer Tennisspieler
- Duim, Hendrina († 1730), niederländische Schauspielerin und Tänzerin
- Duim, Hilbert van der (* 1957), niederländischer Eisschnellläufer
- Duim, Maria († 1781), niederländische Schauspielerin und Tänzerin
- Duimchen, Theodor (1853–1908), deutscher Schriftsteller

### Duin
- Duin, Albert (* 1953), deutscher Unternehmer und Politiker (FDP), MdL
- Duin, André van (* 1947), niederländischer Komiker, Schauspieler und Sänger
- Duin, Garrelt (* 1968), deutscher Politiker (SPD), MdB, MdEP
- Duin, Joey (* 1981), niederländischer Handballspieler
- Duin, Maarten van der (* 1967), niederländischer Filmregisseur, Drehbuchautor und Dramatiker
- Duin, Maike van der (* 2001), niederländische Radsportlerin
- Duin, Marco van (* 1987), niederländischer Fußballtorhüter
- Duin, Rianne van (* 1994), niederländische Tischtennisspielerin
- Duinen, Mike van (* 1991), niederländischer Fußballspieler
- Duinkerken, Anton van (1903–1968), niederländischer Schriftsteller und Literaturhistoriker

### Duir
- Duirat, André-Pierre (1908–1998), französischer römisch-katholischer Ordensgeistlicher und Bischof von Bouaké

### Duis
- Duis, Robert (1913–1991), deutsch-kanadischer Basketballspieler
- Duis, Thomas (* 1958), deutscher Pianist und Hochschullehrer
- Duisberg, Carl (1861–1935), deutscher Chemiker und IndustriellerCarl Duisberg (1861–1935)

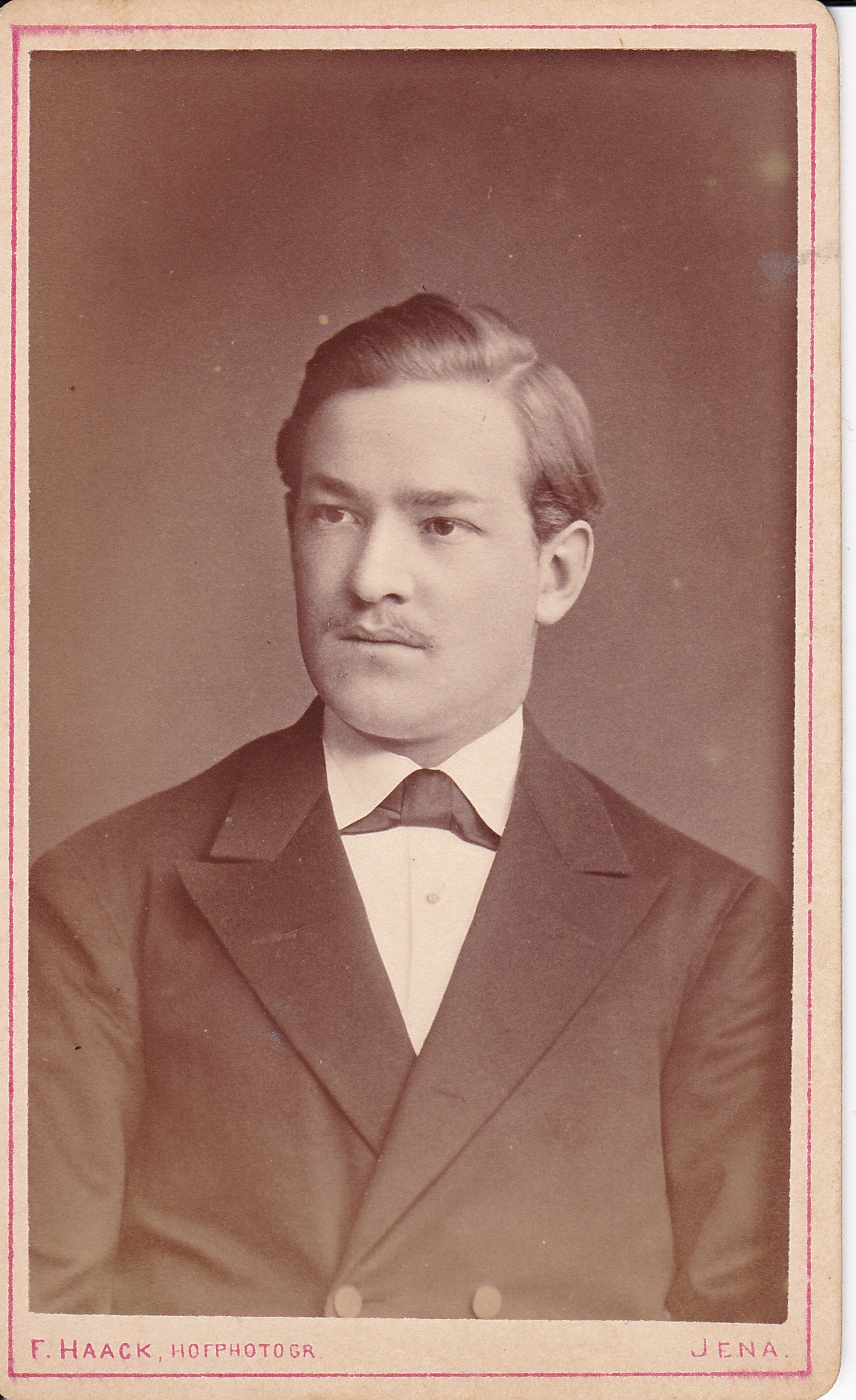
Carl Duisberg (1861–1935)

- Duisberg, Carl Ludwig (1889–1958), deutscher Jurist, Diplomat, Filmregisseur, Drehbuchautor, Theaterdirektor und Schauspieler
- Duisberg, Claus-Jürgen (1934–2023), deutscher Diplomat
- Duisburg, Adolf von (1883–1946), deutscher Offizier und Sprach- und Kulturwissenschaftler
- Duisburg, Johannes von (* 1967), deutscher Opernsänger (Bassbariton)
- Duischöbajew, Kengeschbek (* 1957), kirgisischer Politiker
- Duisenberg, Wim (1935–2005), niederländischer Politiker, Wirtschaftswissenschaftler und BankmanagerWim Duisenberg (1935–2005)

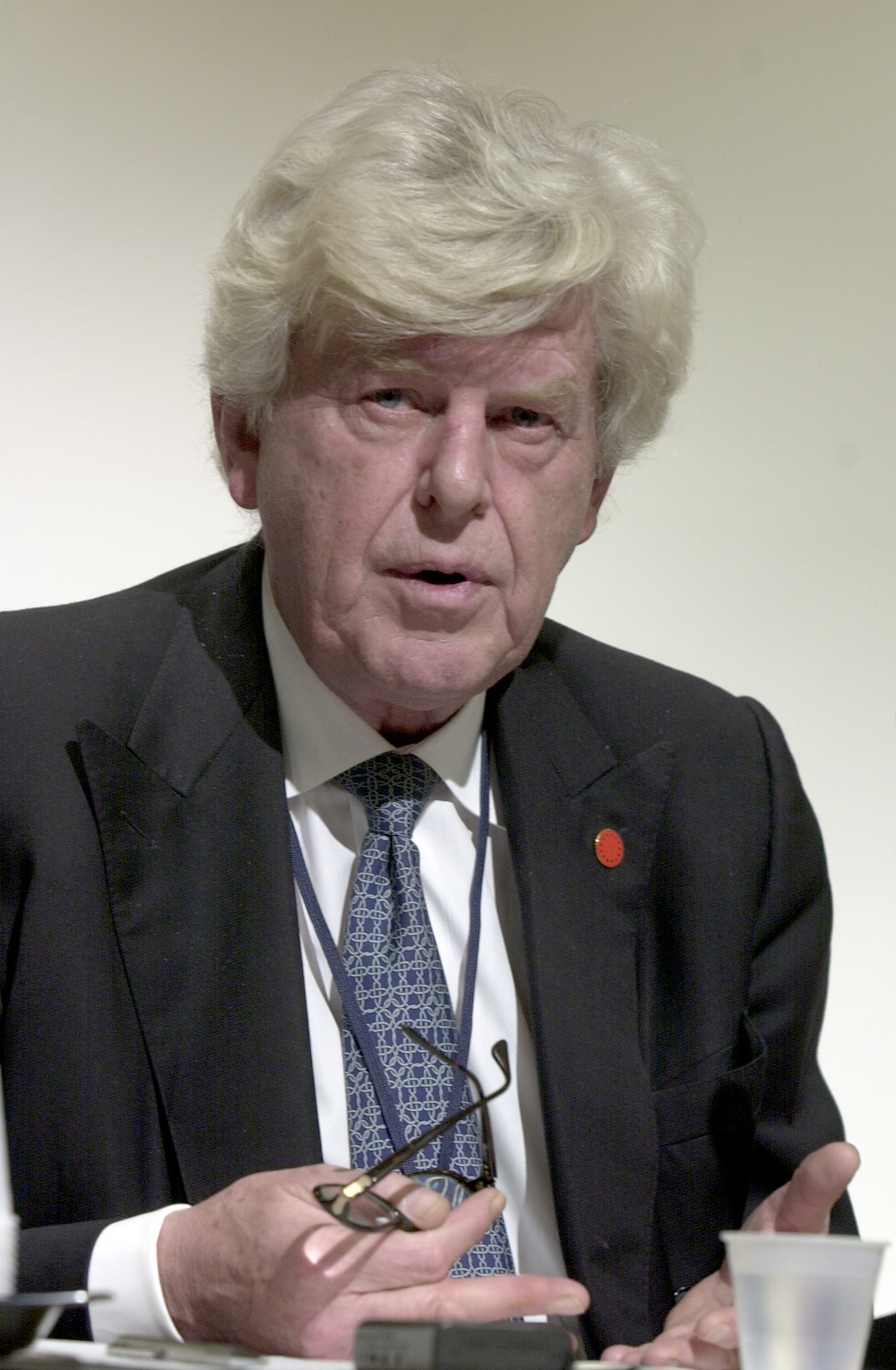
Wim Duisenberg (1935–2005)

- Duising, Bernhard (1673–1735), deutscher reformierter Theologe, Prediger und Hochschullehrer
- Duising, Heinrich (1628–1691), deutscher reformierter Theologe, Philosoph und Hochschullehrer
- Duising, Justin Gerhard (1705–1761), deutscher Mediziner und Hochschullehrer
- Duismann, Gerhard H. (1941–2021), deutscher Erziehungswissenschaftler
- Düissenbajew, Baqyt (* 1970), kasachischer Botschafter
- Düissenow, Ässet (* 1997), kasachischer Skilangläufer
- Düissenowa, Mädina (* 1983), kasachische Schachspielerin
- Düissenowa, Tamara (* 1965), kasachische Politikerin
- Duistermaat, Johannes Jisse (1942–2010), niederländischer Mathematiker

### Duit
- Duit, Erke (* 1957), deutscher Dirigent, Komponist und Chorleiter
- Duits, Sander (* 1983), niederländischer Fußballspieler

### Duiv
- Duiven, Jason van (* 2005), niederländischer Fußballspieler
- Duivenbode, Mike van (* 1999), niederländischer Dartspieler
- Duivenbode, Theo van (* 1943), niederländischer Fußballspieler
- Duivenvoorde en Wassenaar, Henrica van (* 1595), niederländische Beschützerin der Untergrundpriester
- Duivenvoorde, Jacobus (1928–2011), niederländischer Geistlicher, römisch-katholischer Erzbischof von Merauke